# Kurt Heller (Jurist)

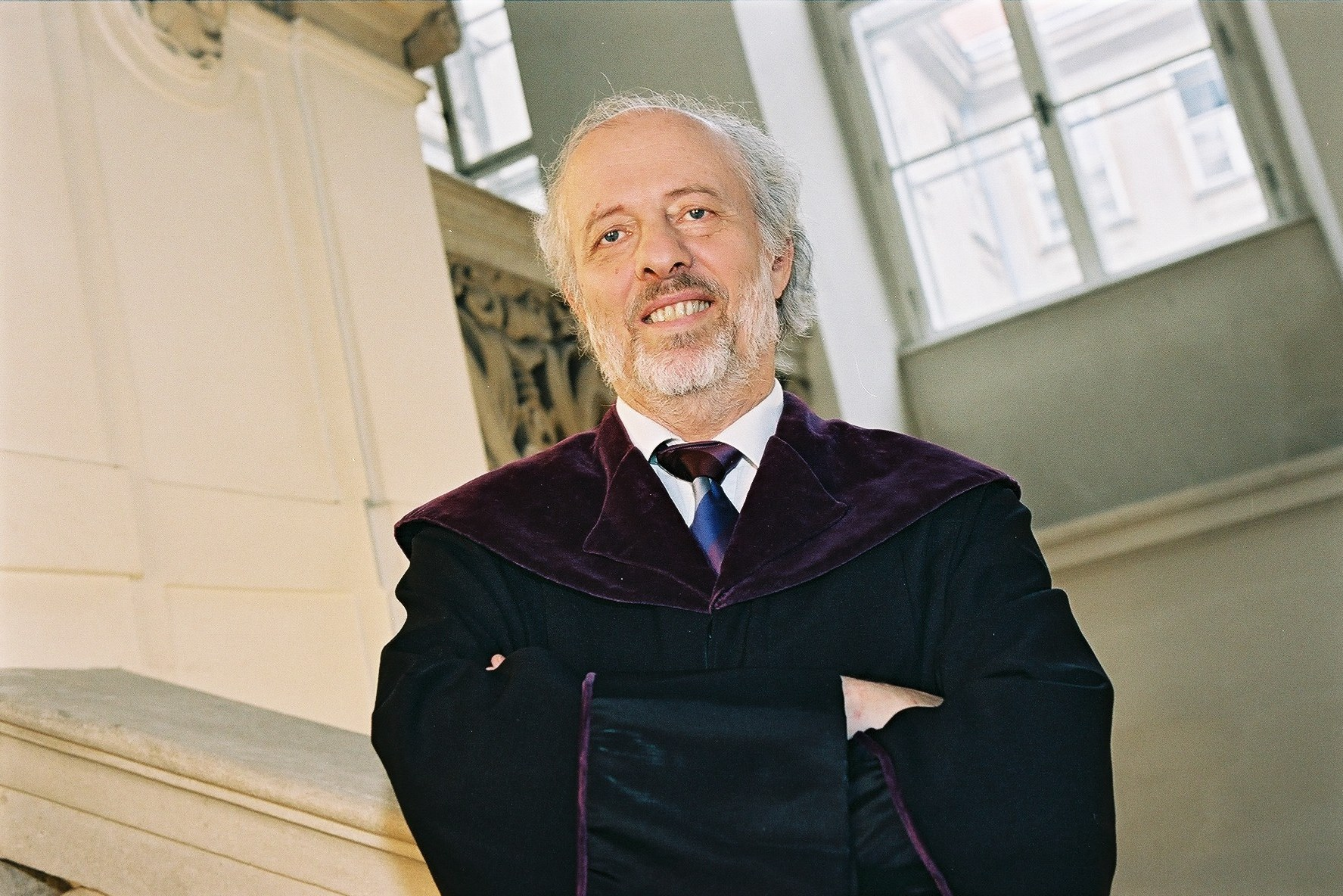
Kurt Heller als Verfassungsrichter im Talar (2003)

Kurt Heller (* 16. August 1939 in Wien; † 1. April 2020) war ein österreichischer Jurist und Verfassungsrichter. Heller gehörte von 1979 bis 2009 als Mitglied dem österreichischen Verfassungsgerichtshof an.

## Werdegang
Kurt Heller wurde 1939 als Sohn des späteren SPÖ-Stadtrats Kurt Heller in Wien geboren. Er absolvierte das Studium der Rechtswissenschaften an der Rechtswissenschaftlichen Fakultät der Universität Wien und wurde dort im Jahr 1961 zum Doktor der Rechte promoviert. 1962 schloss sich an das Studium das Absolvieren der Gerichtspraxis an, 1963 wurde Heller Rechtsanwaltsanwärter. Im Jahr 1968 legte Kurt Heller schließlich die Rechtsanwaltsprüfung ab und wurde in der Folge Strafverteidiger und selbständiger Rechtsanwalt.
Später gründete er gemeinsam mit Kollegen die Kanzlei Heller, Löber, Bahn und Partner in Wien, ehe diese 2002 durch eine Fusion mit einer deutschen und englischen Kanzlei zur Kanzlei Freshfields, Bruckhaus, Deringer wurde, an der Heller ebenfalls als Partner beteiligt war. Von 1984 bis 2004 war er weiters Präsidiumsmitglied des Internationalen Schiedsgerichts Wien. Ab 2001 war er daher auch als Honorarprofessor an der Universität Linz mit der Lehrbefugnis für vergleichendes öffentliches Recht und internationale Schiedsgerichtsbarkeit tätig.
Mit 23. Februar 1979 wurde Kurt Heller als Nachfolger von Wilhelm Rosenzweig vom Bundesrat vorgeschlagenes Mitglied des Verfassungsgerichtshofs. Er gehörte dem Höchstgericht mehr als dreißig Jahre lang an und war in dieser Zeit von 2003 bis 2009 auch einer der ständigen Referenten des Gerichtshofs. Am 31. Dezember 2009 schied Kurt Heller mit Erreichen der verfassungsmäßig vorgesehenen Altersgrenze aus dem Verfassungsgerichtshof aus.
Kulturell engagierte sich Kurt Heller besonders für die Erhaltung von Venedig. Er war Gründer des österreichischen Komitees „Venedig lebt“, das sich zum Ziel setzte, „die Schaffung, Förderung und Vertiefung kultureller Beziehungen österreichischer Staatsbürger und österreichischer Institutionen zur Stadt Venedig, ihren Einwohnern und ihren Institutionen, im besonderen die Unterstützung bei der Erhaltung und Restaurierung der Kunstschätze Venedigs“ zu fördern. Er wurde am Hietzinger Friedhof bestattet.

## Werke
- Kurt Heller: Der verfassungsrechtliche Rahmen der privaten internationalen Schiedsgerichtsbarkeit. Veröffentlichungen des Ludwig-Boltzmann-Institutes für Gesetzgebungspraxis und Rechtsanwendung, Nr. 4. Manz’sche Verlags- und Universitätsbuchhandlung, Wien 1996, ISBN 3-214-06976-4, S. XI, 71.
- Kurt Heller: Venedig. Recht, Kultur und Leben in der Republik 697-1797. Böhlau Verlag, Wien 1999, ISBN 3-205-99042-0, S. 925.
- Kurt Heller: Der Verfassungsgerichtshof. Die Entwicklung der Verfassungsgerichtsbarkeit in Österreich von den Anfängen bis zur Gegenwart. Verlag Österreich, Wien 2010, ISBN 978-3-7046-5495-3, S. 632.